# Crime Family
《Crime Family》是日本富士電視台於2023年4月12日至5月3日每週三播出的電視劇，由本郷奏多主演。

## 劇情概要
主角松田郷是個身無分文的騙子。某日，陷入金錢困境的他盯上了富裕的佐佐木家，他偽造自己的學歷和經歷，並憑藉著口才成功混入佐佐木家。然而，佐佐木家其實是一個「犯罪家庭」，有人搶劫、有人詐騙、也有人勒索，但表面和睦的他們，互相不知曉對方背地裡犯下的罪行。而主角松田郷彆扭的演技也早已被家庭成員們識破，並威脅他若不好好配合就要揭穿他的騙子身份。就這樣，松田郷在捲入各種犯罪的同時，也再無意間幫助佐佐木家庭重建。

## 登場人物

### 主要人物
- 松田鄉：本郷奏多

主角。為了騙取錢財，以家庭教師的身份潛入富裕且品性端正的佐佐木家。

### 佐佐木家
- 佐佐木步：大倉孝二[2]

佐佐木家支柱般的父親。
- 佐佐木陽：真飛聖

為家庭奉獻心力的母親。
- 佐佐木夢：吉田美月喜

準備參加考試的高中生女兒。
- 佐佐木勝：荒木飛羽

準備參加考試的國中生兒子。

### 其他
- 竹内麻美：井川瑠音

佐佐木家的鄰居。
- 城築：やす（ずん）

神秘人物。

## 製作團隊
- 編劇：伊藤優、北浦勝大
- 導演：相沢秀幸
- 音樂：植田能平
- 主題曲：ヤングスキニー「ゴミ人間、俺」（SPEEDSTAR RECORDS）[3]
- 製作人：江花松樹
- 製作：富士電視台

## 播放日程
| 集數  | 播出日期 | 標題 | 編劇     |
| ----- | -------- | ---- | -------- |
| 第1話 | 4月12日  |      | 伊藤優   |
| 第2話 | 4月19日  |      | 伊藤優   |
| 第3話 | 4月26日  |      | 北浦勝大 |
| 第4話 | 5月03日  |      | 北浦勝大 |

## 外部連結
- Crime Family （页面存档备份，存于）－富士電視台（日語）
  - Crime Family的X（前Twitter）
  - Crime Family的Instagram帳戶

| 日本 富士電視台 週二ACTION!          | 日本 富士電視台 週二ACTION!                  | 日本 富士電視台 週二ACTION! |
| ------------------------------------ | -------------------------------------------- | --------------------------- |
|                                      | Crime Family （2023年4月12日－5月3日）       |                             |
| ＃who am I （2023年3月8日－3月22日） | Bye Bye My Friend （2023年5月10日－5月31日） |                             |